# Маниса (вилает)
Маниса (на турски: Manisa) е вилает в Югозападна Турция. Административен център на вилаета е град Маниса (население 214 345). През османско време се е казвал Саръхан.
Вилаетът Маниса заема площ от 13 120 km2. Има население 1 260 169 души (2000). Граничи с вилает Измир на запад, с вилает Балъкесир на север, с вилает Кютахя на североизток, с вилает Ушак на изток, с вилает Денизли югоизток и с вилает Айдън на юг.
Гъстотата на населението е 96 05 души/km2. Кодът на МПС за вилаета е 45.

## Околии
Вилаетът е разделен на 16 околии (към 2012 г.), които се поделят от своя страна на общини. Околиите носят имената на околийските градове, а те са:
- Ахметли
- Акхисар
- Алашехир
- Демирджи
- Гьолмармара
- Гьордеш
- Къркаадж
- Кьопрюбашъ
- Кула
- Маниса
- Салихли
- Саръгьол
- Саруханлъ
- Селенди
- Сома
- Тургутлу

## Население
Численост на населението според преброяванията през годините:
| Година | Численост |
| 1990   | 1 154 418 |
| 2000   | 1 260 169 |
| 2011   | 1 337 731 |